# Сэ, Анри
Анри Эжен Се (фр.  Henri Eugene  See ) (6 сентября 1864 года, Сен-Брис-су-Форе (Сена и Уаза) — 11 марта 1936 года, Ренн (Иль и Вилен) — французский историк. Один из основателей Лиги прав человека Франции.

## Биография
Родился 6 сентября 1864 года в Сен-Брис-су-Форе.
После окончания престижного Лицея Генриха IV в Париже поступил на исторический факультет в Сорбонну. Сильное влияние на становление молодого историка оказал профессор Парижского университета Фюстель де Куланж.
После окончания университета в 1887 году преподавал историю в средней школе города Пуатье. В 1888—1890 годы работал над диссертацией, преподавал в средних школах Невера (1890) и Шартра (1891).

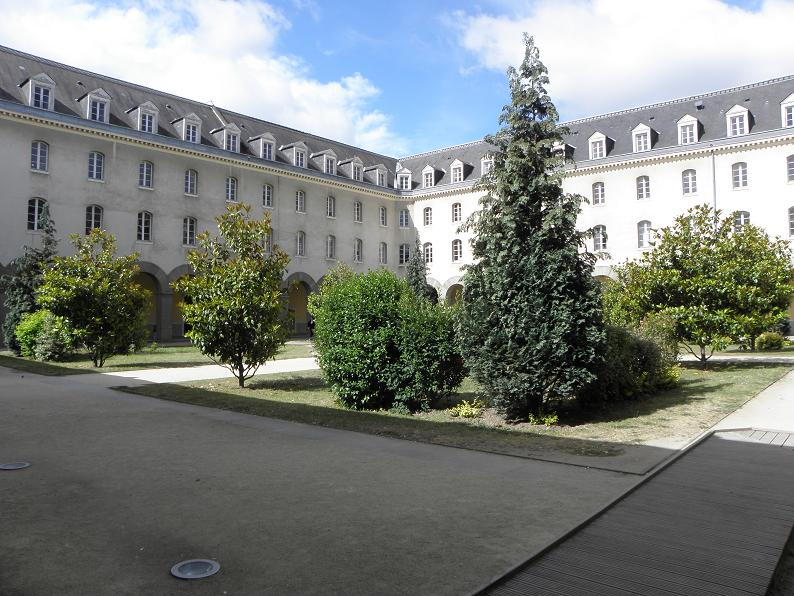
Один из корпусов Реннского университета

В 1893 году, через год после защиты диссертации, был назначен профессором в университет Ренна. Он преподавал современную и новейшую историю на факультете литературы в Ренне. Се занимался исследованиями, связанными с историей бретонского крестьянства. Одним из его учеников был будущий профессор Сорбонны, социолог Габриэль Ле Бра (1891—1970).
Работы посвящены истории средневекового крестьянства Франции (по XVIII в.), экономической истории Франции (особенно истории раннего капитализма), ряд работ — истории политической мысли во Франции.
Помимо преподавательской и научной работы профессор Се активно участвовал в Лиге прав человека Франции, основанной в 1898 году в связи с делом Дрейфуса.
В 1920 году он вышел на пенсию в связи с болезнью.
Анри Се скончался 11 марта 1936 года в городе Ренн.
В память об Анри Се амфитеатр B7 Реннского университета II носит его имя.

## Научные труды
•	Людовик XI и города (1891); докторская диссертация
•	Штаты Бретани в XVI — го века (1895)
•	Исследование сельских классов в Бретани в средние века (1896 г.)
•	Сельские сословия и государственный земельный режим во Франции в средние века (1901)
•	Сельские сословия в Бретани с XVI века до революции (1906 г.)
•	Политические идеи во Франции в XVIII — го века (1923)
•	Коммерческое и промышленное развитие Франции при Ancien Régime (1925 г.)
•	Истоки современного капитализма (1926)
•	Исторический материализм и экономическая интерпретация истории (1927)
•	Эволюция и революция, Фламмарион, Библиотека научной философии (1929)
•	Экономическая история Франции , 2 тт. : vol.1: Средневековье и старый режим, с предисловием Армана Ребийона и т. 2: Современное время (1789—1914), с предисловием Анри Хаузера, Librairie Armand Colin (1939)